# قانون لیکن رایلی
قانون لِیکن رایلی (به انگلیسی: The Laken Riley Act) یکی از قوانین مصوّب در ایالات متحده آمریکا است که وزارت امنیت داخلی ایالات متحده را ملزم می‌سازد در موارد مشخصی نسبت به بازداشت مهاجرانِ غیرقانونی اقدام کند. بر پایهٔ این قانون، چنانچه فرد مهاجر به جرمی مرتبط با سرقت اقرار کرده، متهم شده یا محکوم شده باشد، یا به مأمور پلیس تعرض کرده باشد، ویا مرتکب جرمی شده باشد که منجر به مرگ یا آسیب جسمیِ شدید گردد (مانند رانندگی در حالت مستی)، وزارتخانه موظف به بازداشت وی خواهد بود. افزون بر این، قانون به ایالت‌ها این اختیار را می‌دهد که در صورت کوتاهیِ ادعاشدهٔ وزارت امنیت داخلی در اجرای قوانین مهاجرت، علیه این نهاد طرح دعوی کنند.
ارائهٔ این لایحه در پیِ ماجرای قتلِ لِیکن رایلی صورت گرفت؛ دانشجویی که به دستِ یک مهاجر غیرقانونی کشته شد؛ فردی که پیش‌تر به اتهامِ خُرده‌دزدی از فروشگاه در محوطهٔ دانشگاه جورجیا در شهر آتن واقع در ایالت جورجیا، احضار و جریمه شده بود. در تاریخ ۲۲ ژانویه ۲۰۲۵، مجلس نمایندگان ایالات متحده با ۲۶۳ رأی موافق در برابر ۱۵۶ مخالف، با نسخهٔ مصوبِ مجلس سنا از این لایحه موافقت کرد. نهایتاً، رئیس‌جمهور دونالد ترامپ در ۲۹ ژانویه ۲۰۲۵ با امضای خود، آن را به عنوان یک قانون تصویب کرد.

## پیشینه
در ۲۲ فوریه ۲۰۲۴، لِیکن رایلی، از ساکنان ایالت جورجیا، به دست خوزه آنتونیو ایبارا به قتل رسید. ایبارا مردی اهل ونزوئلا بود که در سپتامبر ۲۰۲۲ از طریق مرز جنوبی ایالات متحده با مکزیک، در نزدیکی اِل پاسو، تگزاس، به‌صورت غیرقانونی وارد خاک آمریکا شده بود.
پیش از این واقعه، وی یک‌بار در شهر نیویورک به اتهامِ «اقداماتی که به آسیب رساندن به کودکان کمتر از هفده سال می‌انجامید» و همچنین تخلف در حوزهٔ گواهینامهٔ رانندگی متهم شده بود. در نوبتی دیگر، ایبارا به جرمِ سرقت در شهر آتن، جورجیا بازداشت شده بود.
این پرونده، به دلیل ورودِ غیرقانونیِ ایبارا به کشور و باقی‌ماندنِ وی در خاک ایالات متحده در حالی‌که پروندهٔ مهاجرتی‌اش در جریان بود، واکنش گستردهٔ سیاستمداران و رسانه‌ها را برانگیخت. ادارهٔ مهاجرت و گمرک ایالات متحده اعلام کرد که پس از بازداشت ایبارا در نیویورک، برای او «درخواست بازداشت» صادر شده بود؛ اما مقامات محلی، پیش از آنکه مأموران ICE بتوانند او را تحویل بگیرند، وی را آزاد کرده بودند.

## مفاد قانون
این لایحه وزارت امنیت داخلی ایالات متحده را از طریقِ ادارهٔ مهاجرت و گمرک موظف می‌سازد تا مهاجران فاقد مدرکی را که به ارتکاب برخی جرائم معین متهم شده‌اند، به‌سبب آن تحت بازداشت قرار گرفته‌اند یا پیش‌تر به انجام آن اعتراف کرده‌اند ویا در حال حاضر به آن اذعان می‌کنند، تحت بازداشت قرار دهد؛ فهرست این جرائم در نسخه ابتدایی لایحه به موارد مرتبط با سرقت محدود می‌شد.

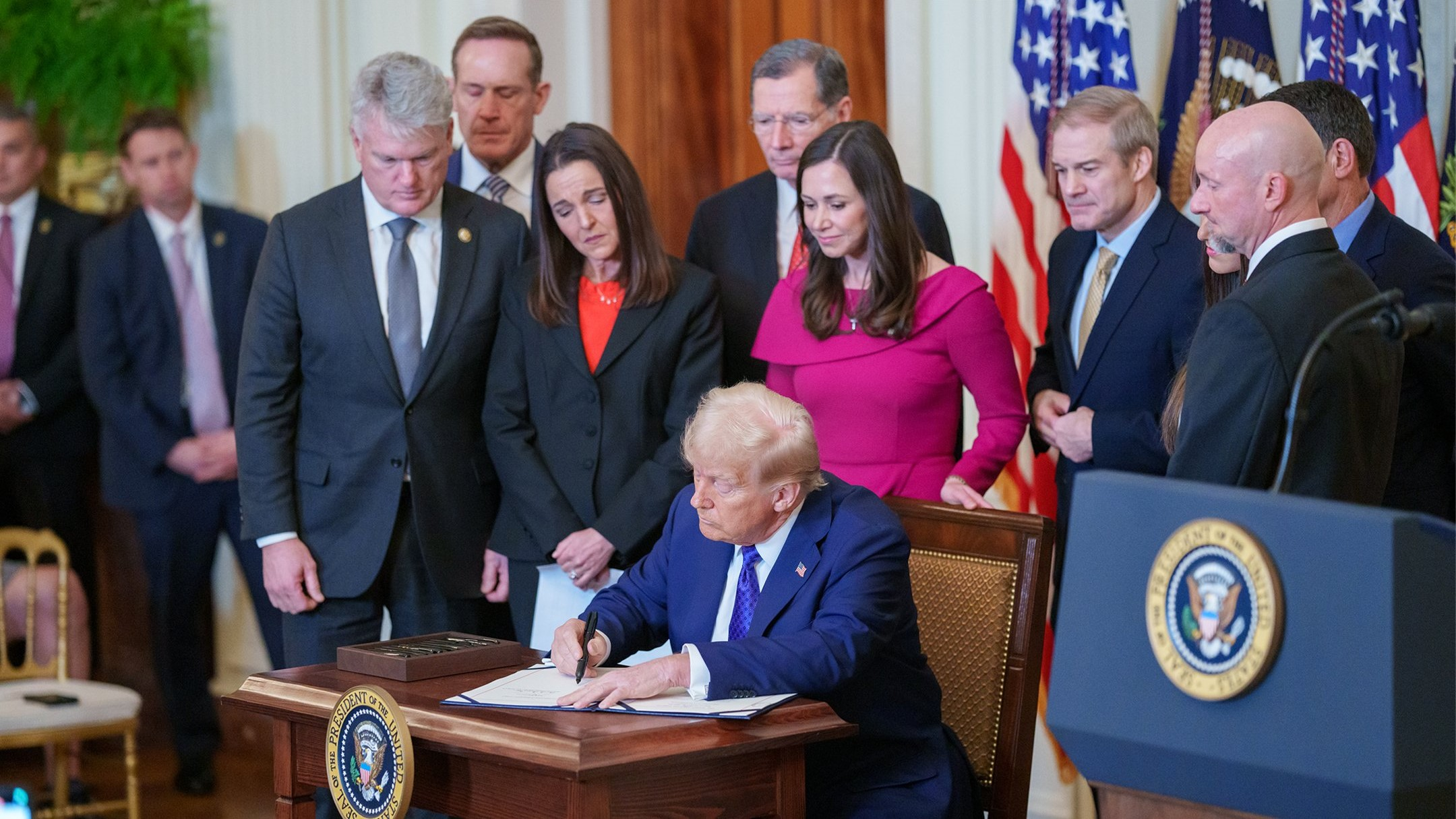
رئیس‌جمهور ترامپ قانون لِیکن رایلی را در ۲۹ ژانویه ۲۰۲۵ امضا و به قانون تبدیل کرد.

این قانون همچنین به ایالت‌ها اختیار می‌دهد که در صورت تشخیصِ نقضِ «الزاماتِ بازداشت و اخراج» از سوی دولت فدرال، علیه آن اقامهٔ دعوی کنند.
نسخهٔ اصلاح‌شدهٔ این لایحه در تاریخ ۲۰ ژانویهٔ ۲۰۲۵ با رأی موافق ۶۴ در برابر ۳۵ به تصویب مجلس سنا رسید و دو متمم به آن افزوده شد: نخست، «متمم کورنین» که وزارت امنیت داخلی را موظف می‌سازد مهاجران غیرقانونی را در صورتِ اتهام یا محکومیت به تعرض به افسران اجرای قانون بازداشت کند؛ و دوم، «متمم اِرنست» موسوم به «قانون سارا»، که بازداشت مهاجران فاقد مدرک را در صورت اتهام یا محکومیت به ارتکاب جرایمی که به مرگ یا آسیب جدی جسمی می‌انجامد، از جمله قتل غیرعمد در پی رانندگی در حالت مستی، الزامی می‌سازد.

## تاریخچه قانون‌گذاری
| کنگره      | عنوان کوتاه      | شمارهٔ لایحه (لوایح) | تاریخ معرفی   | معرفی‌کننده (کنندگان) | تعداد حامیان مشترک | آخرین وضعیت              |
| ---------- | ---------------- | ------------------- | ------------- | -------------------- | ------------------ | ------------------------ |
| کنگرهٔ ۱۱۸م | قانون لِیکن رایلی | H.R. 7511           | ۱ مارس ۲۰۲۴   | مایک کالینز (R–GA)   | ۷۸                 | تصویب در مجلس نمایندگان  |
| کنگرهٔ ۱۱۹م | قانون لِیکن رایلی | H.R. 29             | ۳ ژانویه ۲۰۲۵ | مایک کالینز (R–GA)   | ۵۴                 | تصویب در مجلس نمایندگان  |
| کنگرهٔ ۱۱۹م | قانون لِیکن رایلی | S. 5                | ۶ ژانویه ۲۰۲۵ | کیتی بریت (R–AL)     | ۵۳                 | امضا و تبدیل به قانون شد |

این لایحه ابتدا در کنگرهٔ صد و هجدهم در مجلس نمایندگان معرفی شد و به افتخار لِیکن رایلی نام‌گذاری گردید. لایحه در ۷ مارس ۲۰۲۴ با رأی ۲۵۱ موافق در برابر ۱۷۰ مخالف در مجلس نمایندگان تصویب شد، که در آن ۳۷ دموکرات و تمام جمهوری‌خواهان به آن رأی موافق دادند. این لایحه در مجلس سنایِ کنگرهٔ صد و هجدهم که در آن زمان تحت کنترل دموکرات‌ها بود، در میان مخالفت‌ها متوقف ماند.
این لایحه دوباره در مجلس نمایندگان با شمارهٔ H.R. 29 و در مجلس سنا با شمارهٔ S. 5 (با متن و عنوان یکسان) معرفی شد. لایحهٔ H.R. 29 در ۷ ژانویهٔ ۲۰۲۵ با رأی ۲۶۴ موافق در برابر ۱۵۹ مخالف در مجلس نمایندگان به تصویب رسید و نخستین لایحهٔ مصوبِ کنگرهٔ صد و نوزدهم لقب گرفت. تمام جمهوری‌خواهان و ۴۸ دموکرات به تصویب آن رأی موافق دادند. هفت دموکرات که در کنگرهٔ صد و هجدهم به لایحه رأی مخالف داده بودند، در کنگرهٔ صد و نوزدهم نظر خود را تغییر داده و رأی موافق دادند.
در ۸ ژانویه، جان تون، رهبر اکثریت سنا، پیشنهادِ پیشبردِ بررسیِ قانون لِیکن رایلی را ارائه داد. روز بعد، سنا با رأی ۸۴ موافق در برابر ۹ مخالف، به محدود کردنِ بحث دربارهٔ این پیشنهاد رأی داد و در ۱۳ ژانویه نیز، با رأی ۸۲ موافق در برابر ۱۰ مخالف، خودِ پیشنهادِ پیشبرد را تصویب کرد. در ۱۷ ژانویه، پس از مرحلهٔ طولانیِ بحث که چندین روز به درازا کشید، سنا با رأی ۶۱ موافق در برابر ۳۵ مخالف، به اعمالِ محدودیتِ بحث بر روی خودِ لایحه رأی داد، در حالی که ۱۰ دموکرات در کنارِ تمام جمهوری‌خواهانِ حاضر، رأی موافق دادند.
سنا نسخهٔ اصلاح‌شدهٔ لایحه را در ۲۰ ژانویه با رأی ۶۴ موافق در برابر ۳۵ مخالف تصویب کرد، در حالی که دوازده دموکرات به تمام جمهوری‌خواهان پیوستند. سنا دو متمم به نسخهٔ خود افزوده بود: یکی شامل بازداشت مهاجران غیرقانونی‌ای که به تعرض به افسر پلیس متهم یا محکوم شده‌اند، و دیگری شامل بازداشت مهاجران غیرقانونی‌ای که به جرمی منجر به مرگ یا آسیب جسمی شدید (مانند رانندگی در حالت مستی) متهم یا محکوم شده‌اند، می‌شود. مجلس نمایندگان در ۲۲ ژانویه با نسخهٔ سنا موافقت کرد، در حالی که ۴۶ دموکرات به تمام جمهوری‌خواهان پیوستند. رئیس‌جمهور دونالد ترامپ در ۲۹ ژانویه ۲۰۲۵ این لایحه را امضا و به قانون تبدیل کرد.

## حمایت و مخالفت
فدراسیون اصلاحات مهاجرتی آمریکا (FAIR) و انجمن شهروندان بالغ آمریکایی (AMAC) از این لایحه حمایت کردند. آلیسون فیلیپس، مادر لِیکن رایلی، اظهار داشت که از تصویب این قانون سپاسگزار است.
شورای مهاجرت آمریکا، اتحادیه آزادی‌های مدنی آمریکا، مرکز حقوق اساسی، اتحادیه زنان رای‌دهنده، صندوق دفاع قانونی و آموزشی NAACP، شورای امور عمومی یهودیان، انجمن ملی آموزش، سازمان ملی زنان، مرکز حقوقی فقر جنوبی، اتحادیه کارگران فولاد، کلیسای متحد مسیح، انجمن ملی مددکاران اجتماعی، شورای ملی کلیساها، ائتلاف اتحادیه‌های کارگری سیاه‌پوستان، مرکز حقوق و سیاست اجتماعی و کنفرانس رهبری در امور حقوق مدنی و بشر همگی با این لایحه مخالفت کردند.
منتقدانِ لایحه از این جهت ابراز نگرانی کردند که این لایحه اخراجِ مهاجران غیرقانونی را که صرفاً متهم به جرمی شده‌اند (و نه لزوماً محکوم شده باشند) الزامی می‌سازد.